# Mistrzostwa Polski w Boksie 1951
22. Mistrzostwa Polski w boksie mężczyzn odbyły się od 10 do 16 września 1951 roku w Łodzi.
Zawody rozegrano w ramach Spartakiady Polski. W każdej kategorii walczyło po 10 zawodników reprezentujących rywalizujące na Spartakiadzie zrzeszenia sportowe. Najpierw rozegrano po 5 pojedynków w każdej wadze, następnie zwycięzcy rywalizowali o pierwsze miejsce, a pokonani walczyli ze sobą. Zwycięzca grupy „pokonanych” zmierzył się z drugim zawodnikiem grupy „zwycięzców” w pojedynku o 2. miejsce. Pokonany w tej walce otrzymał brązowy medal. Po raz pierwszy rozegrano mistrzostwa w 10 kategoriach, z wagami lekkopółśrednią i lekkośrednią.

## Medaliści
| Kategoria:                        | Złoto:                               | Srebro:                              | Brąz:                                    |
| waga musza (do 51 kg)             | Roman Murawski (Budowlani Szczecin)  | Zbigniew Justka (CWKS Warszawa)      | Henryk Niedźwiedzki (Kolejarz Bydgoszcz) |
| waga kogucia (do 54 kg)           | Stanisław Woźniak (CWKS Warszawa)    | Zenon Stefaniuk (Gwardia Gdańsk)     | Ryszard Greń (Budowlani Opole)           |
| waga piórkowa (do 57 kg)          | Wawrzyniec Bazarnik (Stal Chorzów)   | Edward Izydorczyk (Spójnia Szczecin) | Zdzisław Soczewiński (Kolejarz Gdańsk)   |
| waga lekka (do 60 kg)             | Aleksy Antkiewicz (Gwardia Gdańsk)   | Alfred Suszka (Stal Chorzów)         | Leszek Kudłacik (Kolejarz Gdańsk)        |
| waga lekkopółśrednia (do 63,5 kg) | Antoni Komuda (Gwardia Warszawa)     | Wacław Ścigała (Włókniarz Łódź)      | Zdzisław Wytyk (Kolejarz Poznań)         |
| waga półśrednia (do 67 kg)        | Jerzy Debisz (CWKS Warszawa)         | Zdzisław Nagajski (Włókniarz Łódź)   | Ryszard Chodorowski (Gwardia Kraków)     |
| waga lekkośrednia (do 71 kg)      | Gerard Musiał (CWKS Warszawa)        | Eugeniusz Wojtkowiak (Stal Poznań)   | Wiesław Łęgowski (Unia Włocławek)        |
| waga średnia (do 75 kg)           | Antoni Kolczyński (Gwardia Warszawa) | Wacław Krupiński (Stał Wrocław)      | Zbigniew Cebulak (OWKS Bydgoszcz)        |
| waga półciężka (do 81 kg)         | Tadeusz Grzelak (CWKS Warszawa)      | Henryk Nowara (Stal Chorzów)         | Franciszek Szymura (Gwardia Warszawa)    |
| waga ciężka (powyżej 81 kg)       | Antoni Gościański (CWKS Warszawa)    | Stanisław Jaskóła (Włókniarz Łódź)   | Karol Paterok (Górnik Ruda Śląska)       |